# Mucopolisaccaridosi
Le  mucopolisaccaridosi sono un gruppo di malattie metaboliche causate da deficit di enzimi specifici. Questo gruppo di malattie è classificato tra l'eterogeneo gruppo delle malattie da accumulo lisosomiale.

## Sintomatologia
I sintomi e i segni clinici presentano disostosi multiple, ritardo di sviluppo, epatosplenomegalia, deformità a livello scheletrico, bassa statura, dismorfismi facciali, opacità corneale, problemi cardiaci.

## Epidemiologia
Colpisce prevalentemente i maschi in età infantile, negli Stati Uniti l'incidenza è di 1 su 25 000 bambini.

## Clinica

### Classificazione
Esistono nove diversi tipi di mucopolisaccaridosi, ciascuno dei quali prende il nome dal medico che per primo l'ha diagnosticato.
- Mucopolisaccaridosi I, che comprende: 
  - Mucopolisaccaridosi I H, chiamata anche malattia di Hurler. Caratterizzata da deficit di alfa-L-iduronidasi lisosomiale.
  - Mucopolisaccaridosi I S, riclassificazione della Mucopolisaccaridosi V, chiamata anche malattia di Scheie, fra tutte la forma più innocua.
  - Mucopolisaccaridosi I HS, chiamata anche malattia di Hurler-Scheie, riclassificazione della Mucopolisaccaridosi VIII
- Mucopolisaccaridosi II, chiamata anche sindrome di Hunter
- Mucopolisaccaridosi III, chiamata anche sindrome di Sanfilippo, nelle varianti A, B, C e D. Ha la caratteristica di coinvolgere il sistema nervoso durante la sua manifestazione.[1]
- Mucopolisaccaridosi IV, chiamata anche malattia di Morquio, nelle varianti A e B. Colpisce la struttura scheletrica e altre parti del corpo dove si osservano varie anomalie, l'enzima in questione è il N-acetilgalattosamina-6-solfato.
- Mucopolisaccaridosi V, riclassificata Mucopolisaccaridosi I S
- Mucopolisaccaridosi VI, chiamata anche malattia o sindrome di Maroteaux-Lamy, dove si mostrano comunemente segni di patologie oculari.[2]
- Mucopolisaccaridosi VII, chiamata anche sindrome di Sly, essa si manifesta a causa di un deficit di β-glucuronidasi. Di questa forma, fortunatamente, non si conoscono casi in Italia.
- Mucopolisaccaridosi VIII, riclassificata Mucopolisaccaridosi IHS
- Mucopolisaccaridosi IX, chiamata anche deficit di ialuronidasi

### Diagnostica
Per una corretta diagnosi occorre effettuare l'esame delle urine, insieme ad una radiografia per valutare le anomalie dello scheletro ed una corretta anamnesi condotta dal medico. Le mucopolisaccaridosi possono essere diagnosticate anche prima della nascita prelevando cellule fetali dalla madre.

## Terapia
Al momento non c'è una cura definitiva. Il trattamento di scelta è la somministrazione di enzimi di cui risultano deficitari, per riuscire a vivere dignitosamente.
Si è visto qualche risultato su alcune forme, con il trapianto di midollo osseo, che tuttavia non può essere definito un rimedio definitivo.
Si iniziano a vedere i risultati della ricerca con la terapia di sostituzione enzimatica (per l'MPS I, l'MPS VI e per l'MPS II).
Alcuni studi hanno esaminato in modelli in vitro e sull'animale il ruolo della genisteina nel trattamento delle MPS.
Si intravede qualche spiraglio nella ricerca con la terapia enzimatica intratecale, per i pazienti con disturbi neurologici, e nella terapia genica (MPS II e III).

## Prognosi
La prognosi muta a seconda del tipo.